# Mahavavy du Sud
Der Mahavavy du Sud (südlicher Mahavavy) ist ein Fluss im nördlichen Westen Madagaskars.

## Verlauf
Der Fluss hat seine Quellen am Andranofotsibe-Massiv in 1000 m Höhe. Er fließt in nördliche Richtung. Nach gut 50 km münden seine ersten beiden Nebenflüsse von rechts, die am Famoizankova, dem vierthöchsten Berg Madagaskars, entspringenden Kiranomena und Manamidona. Nach etwa 125 km nimmt das Gefälle ab, und es münden bei Kandreho von links der Mahakambana und von rechts der Menavava. Er fließt durch einen Gebirgsdurchbruch und nimmt anschließend von links den Kiananga auf. Nach etwa 200 km folgt von links der Tandra. Kurz vor seiner Mündung ist er im Mündungsgebiet des Ihopy von großen Seen und Sümpfen, dem sogenannten Mahavavy-Kinkony-Komplex (Kinkony, Katondro, Mitsinjo), gesäumt. Der Mahavavy mündet nach 410 km in einem 25 km breiten Delta bei Namakia in die Straße von Mosambik.